# Портокал с часовников механизъм
 Тази статия е за романа.  За филма вижте Портокал с часовников механизъм (филм).  
„Портокал с часовников механизъм“ (на английски: A Clockwork Orange) е антиутопичен сатиричен роман – черна комедия на английския писател Антъни Бърджес, публикуван през 1962 г. Действието се развива в общество от близкото бъдеще, в което функционира младежка субкултура на екстремно насилие. Главният герой, тийнейджърът Алекс, разказва своите жестоки подвизи и сблъсъците си с властите, които възнамеряват да го реформират. Според Бърджес, романът е написан само за три седмици.
През 2005 г. „Портокал с часовников механизъм“ е включен в списъка на списание „Тайм“ за 100-те най-добри англоезични романа, написани от 1923 г. насам, и е обявен от Modern Library и нейните читатели за един от 100-те най-добри англоезични романа на ХХ век. Оригиналният ръкопис на книгата се съхранява в отдела за архиви и изследователски колекции на университета „Макмастър“ в Хамилтън, Канада, откакто институцията закупува документите през 1971 г. Смята се за една от най-влиятелните антиутопични книги.
През 2022 г. романът е включен в списъка „Голямото юбилейно четене“ на 70 книги на автори от Британската общност, избрани за отбелязване на платинения юбилей на Елизабет II.